# Tavia polycyma
Tavia polycyma är en fjärilsart som beskrevs av George Francis Hampson 1926. Tavia polycyma ingår i släktet Tavia och familjen nattflyn. Inga underarter finns listade i Catalogue of Life.